# María Luisa của Parma
María Luisa của Parma (Luisa Maria Teresa Anna; 9 tháng 12 năm 1751 – 2 tháng 1 năm 1819) là vợ của Carlos IV của Tây Ban Nha. Mối quan hệ của María Luisa với Manuel Godoy và ảnh hưởng của Vương hậu đối với Quốc vương khiến Vương hậu không được lòng dân chúng và giới quý tộc. María Luisa có hiềm khích với Nữ Công tước xứ Alba và Công tước phu nhân xứ Osuna. Cái chết của con dâu là Maria Antonia của Napoli và Sicilia, được cho là do Vương hậu đầu độc.